# HVC in het seizoen 1969/70
Het seizoen 1969/1970 was het 16e jaar in het bestaan van de Amersfoortse betaaldvoetbalclub HVC. De club kwam uit in de Nederlandse Eerste divisie en eindigde daarin op de 11e plaats. Tevens deed de club mee aan het toernooi om de KNVB Beker, hierin werd in de eerste ronde verloren van De Volewijckers (0–1).

## Wedstrijdstatistieken

### Eerste divisie
|       | Blauw-Wit | FC Den Bosch '67 | SC Cambuur | D.F.C. | Elinkwijk | Excelsior | Fortuna | Fortuna SC | De Graafschap | Helmond Sport | Heracles | RCH   | Veendam | Vitesse | Volendam | De Volewijckers | Willem II |
| ----- | --------- | ---------------- | ---------- | ------ | --------- | --------- | ------- | ---------- | ------------- | ------------- | -------- | ----- | ------- | ------- | -------- | --------------- | --------- |
| Thuis | 0 – 2     | 1 – 2            | 1 – 1      | 1 – 0  | 0 – 0     | 1 – 1     | 1 – 1   | 3 – 0      | 3 – 1         | 2 – 0         | 0 – 0    | 0 – 1 | 2 – 1   | 1 – 4   | 0 – 1    | 1 – 0           | 2 – 1     |
| Uit   | 1 – 1     | 4 – 0            | 1 – 1      | 1 – 0  | 4 – 1     | 4 – 1     | 0 – 1   | 1 – 1      | 2 – 2         | 1 – 0         | 4 – 2    | 0 – 1 | 2 – 1   | 1 – 1   | 1 – 0    | 2 – 2           | 0 – 0     |

### KNVB beker
| 1e ronde                                     | HVC | 0 – 1 (0 – 0) | De Volewijckers |
| 19 oktober 1969 Plaats: Amersfoort Birkhoven |     |               | 75' Co Meijer   |

## Statistieken HVC 1969/1970

### Eindstand HVC in de Nederlandse Eerste divisie 1969 / 1970
| Stand | Gespeeld | Gewonnen | Gelijk | Verloren | Punten | Doelpunten voor | Doelpunten tegen |
| ----- | -------- | -------- | ------ | -------- | ------ | --------------- | ---------------- |
| 11e   | 34       | 9        | 12     | 13       | 30     | 34              | 45               |

### Topscorers
| #      | Naam              | Goal |
| ------ | ----------------- | ---- |
| 1.     | Jan Zweers        | 8    |
| 2.     | Herman Veenendaal | 5    |
| 3.     | Ben Aarts         | 4    |
| 3.     | Ruud Maas         | 4    |
| 5.     | Evert van Ginkel  | 2    |
| 5.     | Fred Heemskerk    | 2    |
| 5.     | Tini van Reeken   | 2    |
| 5.     | Joop Wildbret     | 2    |
| 5.     | Peter Wiskie      | 2    |
| 10.    | Co Lissenberg     | 1    |
| 10.    | Eddy Tanis        | 1    |
| 10.    | Co Willigenburg   | 1    |
| Totaal | Totaal            | 34   |

| #      | Naam        | Goal |
| ------ | ----------- | ---- |
| –      | Geen speler | 0    |
| Totaal | Totaal      | 0    |